# فینال جام در جام اروپا ۱۹۷۶
فینال جام در جام اروپا ۱۹۷۶، رقابت پایانی جام در جام اروپا در سال ۱۹۷۶ میلادی است که مابین دو تیم باشگاه فوتبال اندرلشت و باشگاه فوتبال وستهام یونایتد برگزار شده‌است.
این مسابقه که در تاریخ ۵ مه ۱۹۷۶ انجام شده‌است با نتیجه ۴ بر ۲ به سود تیم باشگاه فوتبال اندرلشت به پایان رسید.